# Polonia en los Juegos Olímpicos de Sankt Moritz 1948
Polonia estuvo representada en los Juegos Olímpicos de Sankt Moritz 1948 por un total de 29 deportistas que compitieron en 5 deportes.  
El portador de la bandera en la ceremonia de apertura fue el saltador en esquí Stanisław Marusarz. El equipo olímpico polaco no obtuvo ninguna medalla en estos Juegos.